# علي البشير
علي عبد الرحمن البشير (1930 - 11 أبريل 2021) قاضٍ وسياسي أردني، شغل سابقًا منصب وزير الداخلية الأردني بين عامي 1979 و1980.

## النشأة والتعليم
ولد علي البشير في السلط في عام 1930، وهو حاصل على بكالوريوس في الحقوق اختصاص في الحقوق العامة الجمهورية العربية السورية عام 1954، وزميل شرف في كلية الحقوق من جامعة نبراسكا في الولايات المتحدة.

## الحياة العملية
عمل محافظًا في وزارة الداخلية وعضوًا في المجلس الوطني ورئيسًا لمحكمة الاستئناف لقضايا ضريبة الدخل وقاضيًّا ومساعدًا لرئيس النيابات العامة، كما كان مُحافظًا للكرك وإربد وعمان.

## وفاته
توفي يوم الأحد 11 أبريل 2021 ميلاديًّا، الموافق 29 شعبان 1442 هجريّا، عن عمر ناهز 91 عامًا، وقد نعاه رئيس الوزراء الأردني بشر الخصاونة مستذكرًا الخدمات التي قدمها لوطنه متقدمًا بأصدق مشاعر التعزية والمواساة لأهله وذويه.